# フリックリー・アスレティックFC
フリックリー・アスレティック・フットボールクラブ（Frickley Athletic Football Club）はイングランド、ウェスト・ヨークシャー州、ウェイクフィールド、サウス・エルムサールを本拠地とするサッカークラブチームである。2017-2018シーズンはノーザンプレミアリーグ・ディヴィジョン1・サウス（8部相当）に所属。

## 名称変更
1910 - 1974 Frickley Colliery FC

1974 - 現在 フリックリー・アスレティックFC

## タイトル

### 国内タイトル
- ミッドランドリーグカップ:1回

1975-1976

### 国際タイトル
- なし